# Museo Fundación Francisco Godia
La Fundación Francisco Godia se instituyó en Barcelona en 1999 para mantener vivo el recuerdo de Francisco Godia Sales y conservar la colección privada de arte que reunió. 
La institución y su museo iniciaron su actividad en un inmueble de la calle Valencia, y en noviembre de 2008 se trasladaron a un edificio modernista, la Casa Garriga Nogués, en la calle Diputación, n.º 250, no lejos de la Rambla de Cataluña. En la actualidad, la colección ha vuelto a su carácter privado inicial.

## Godia: coleccionista y piloto de Fórmula 1
Francisco Godia Sales (1921-1990) fue un empresario y piloto de Fórmula 1, cuando este deporte aún no estaba profesionalizado y era impulsado por empresarios y aficionados más bien aventureros.
Debutó en Montjuic en 1945 y participó en las 24 Horas de Le Mans en 1949. En el periodo 1954-58 participó en el Campeonato del Mundo, tripulando vehículos Maserati. Alcanzó la sexta posición en 1956, marca no superada por ningún piloto español hasta Fernando Alonso. Se retiró en 1969.De acuerdo a su afición al arte, reunió una relevante colección.

## La Fundación Francisco Godia
La Fundación Francisco Godia fue creada por Liliana Godia, para honrar la memoria de su padre, Francisco Godia el 1 de diciembre de 1999, en un piso principal de la calle Valencia del Ensanche barcelonés, un modesto espacio para empezar a ejercer su actividad.
La Fundación en 2008 se trasladó a la casa Garriga Nogués, obra del arquitecto Enric Sagnier, el arquitecto más prolífico del conocido barrio del ensanche barcelonés. El edificio permitió a la Fundación exponer su colección de forma mucho más significativa y brindar al público la posibilidad de disfrutar y entender mejor la labor de la Fundación de manera más aproximada a su realidad.
El nuevo emplazamiento de la fundación permitió una mejor exposición de la colección, que consta de 1.500 piezas aproximadamente, entre pintura, escultura, vidrio y cerámica.
La colección, una de las más importantes de fondo privado en España, hace un recorrido a través de los siglos del arte catalán, español e internacional, desde el siglo XII al siglo XXI.

## La Casa Garriga Nogués

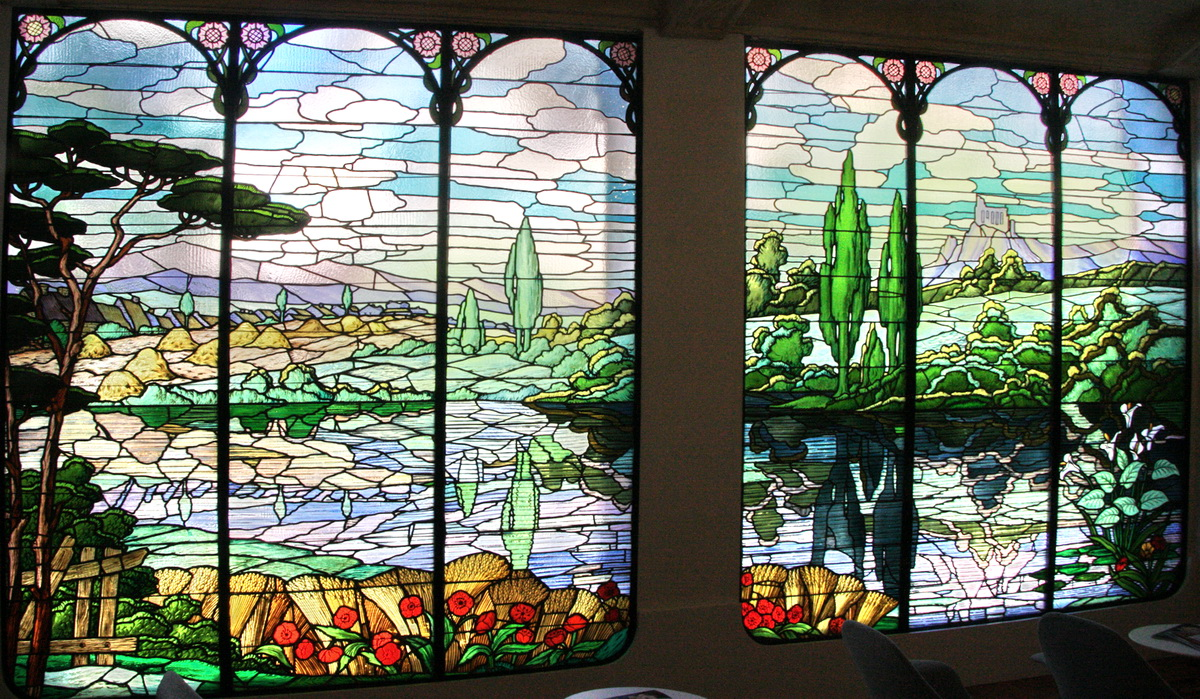
Vitral de Antoni Rigalt i Blanch en la sala anexa del piso principal.

La sede de la Fundación Francisco Godia ocupó los bajos y la planta noble de un edificio destacado del Ensanche barcelonés. Se trata de la Casa Garriga Nogués que el arquitecto Enric Sagnier construyó en el tránsito del siglo XIX al siglo XX para el banquero Rupert Garriga Miranda.
La casa está situada en la calle Diputación n.º 250, en un emplazamiento céntrico, entre la Rambla de Cataluña y Balmes. En esta trama del ensanche, se encuentran algunos de los ejemplares más destacados del Modernismo arquitectónico. La familia Garriga Nogués ocupó el piso principal hasta el estallido de la Guerra Civil; más tarde, hubo un colegio religioso y, desde 1986, perteneció a la Fundación Enciclopedia Catalana, que hizo una primera rehabilitación.

## Obras
- Santa María Magdalena, pintura sobre tabla de Jaume Huguet
- Virgen de la leche (ca.1363-1374), de Lorenzo Zaragoza
- Piedad (h. 1500), talla en madera policromada de Alejo de Vahía
- La Sagrada Familia (h. 1500), de Pedro Berruguete
- San José con el niño, de Francisco de Zurbarán
- Bodegón con cesta de guisantes y cerezas flanqueado por dos jarrones de cristal con rosas (1621) de Juan Van der Hamen
- La Batalla de San Quintín, de Luca Giordano
- Gitana, de Isidre Nonell
- En el hipódromo, de Ramón Casas
- Rosa en el taller (1931), rara pintura del escultor Manolo Hugué
- Concetto spaziale, attese (1968), de Lucio Fontana

Otros autores: María Blanchard, Julio González, Joan Ponç, Antoni Tàpies.
La colección posee además cerámicas de Paterna, Manises y Alcora.
- Datos: Q9046829
- Multimedia: Fundació Godia / Q9046829